# Jakob Chychrun
Jakob Chychrun, född 31 mars 1998, är en kanadensisk-amerikansk professionell ishockeyback som spelar för Washington Capitals i NHL.
Han har tidigare spelat för Arizona Coyotes i NHL och Sarnia Sting i OHL.
Chychrun draftades av Arizona Coyotes i första rundan i 2016 års draft som 16:e spelare totalt.

## Statistik
| 2011–2012  | Little Caesars AAA Hockey Club U14 | HPHL       | 15  | 7  | 1   | 8   | 10  | —  | — | — | —  | —  |
| 2012–2013  | Little Caesars AAA Hockey Club U16 | HPHL       | 25  | 11 | 7   | 18  | 43  | —  | — | — | —  | —  |
|            | Little Caesars AAA Hockey Club U16 | T1EHL      | —   | —  | —   | —   | —   | 4  | 2 | 1 | 3  | 2  |
| 2013–2014  | Toronto Jr. Canadiens              | GTHL       | 29  | 16 | 27  | 43  | 28  | 14 | 5 | 8 | 13 | 16 |
| 2014–2015  | Sarnia Sting                       | OHL        | 42  | 16 | 17  | 33  | 37  | —  | — | — | —  | —  |
| 2015–2016  | Sarnia Sting                       | OHL        | 62  | 11 | 38  | 49  | 51  | 7  | 2 | 6 | 8  | 8  |
| 2016–2017  | Arizona Coyotes                    | NHL        | 68  | 7  | 13  | 20  | 47  | —  | — | — | —  | —  |
| 2017–2018  | Arizona Coyotes                    | NHL        | 50  | 4  | 10  | 14  | 16  | —  | — | — | —  | —  |
| 2018–2019  | Arizona Coyotes                    | NHL        | 53  | 5  | 15  | 20  | 28  | —  | — | — | —  | —  |
| 2019–2020  | Arizona Coyotes                    | NHL        | 63  | 12 | 14  | 26  | 38  | 9  | 1 | 0 | 1  | 8  |
| 2020–2021  | Arizona Coyotes                    | NHL        | 56  | 18 | 23  | 41  | 42  | —  | — | — | —  | —  |
| 2021–2022  | Arizona Coyotes                    | NHL        | 47  | 7  | 14  | 21  | 47  | —  | — | — | —  | —  |
| 2022–2023  | Arizona Coyotes                    | NHL        | 36  | 7  | 21  | 28  | 22  | —  | — | — | —  | —  |
|            | Ottawa Senators                    | NHL        | 12  | 2  | 3   | 5   | 8   | —  | — | — | —  | —  |
| NHL totalt | NHL totalt                         | NHL totalt | 386 | 62 | 113 | 175 | 248 | 9  | 1 | 0 | 1  | 8  |
| OHL totalt | OHL totalt                         | OHL totalt | 104 | 27 | 55  | 82  | 88  | 7  | 2 | 6 | 8  | 8  |

### Internationellt
| Källa: Uppdaterad: 2020-08-29 | Källa: Uppdaterad: 2020-08-29 | Källa: Uppdaterad: 2020-08-29 |               | Utv = Utvisningsminuter | Utv = Utvisningsminuter | Utv = Utvisningsminuter | Utv = Utvisningsminuter | Utv = Utvisningsminuter |
| År                            | Lag                           | Mästerskap                    | Matcher       | Mål                     | Assists                 | Poäng                   | Utv                     |                         |
| ----------------------------- | ----------------------------- | ----------------------------- | ------------- | ----------------------- | ----------------------- | ----------------------- | ----------------------- | ----------------------- |
| 2016                          | Kanada                        | U18-VM                        | 7             | 1                       | 3                       | 4                       | 8                       |                         |
| Junior totalt                 | Junior totalt                 | Junior totalt                 | Junior totalt | 7                       | 1                       | 3                       | 4                       | 8                       |

## Privatliv
Han är son till Jeff Chychrun.